# دونگا بیاشنیتسا
دونگا بیاشنیتسا (به صربی: Donja Bejašnica) یک منطقهٔ مسکونی در صربستان است که در پروکوپلیه واقع شده‌است. دونگا بیاشنیتسا ۱۴ نفر جمعیت دارد.